# المعهد المركزي لبحوث الجاموس
المعهد المركزي لبحوث الجاموس، هيسار، وهو معهد ممول من القطاع العام لبحوث جاموس المياه. يقع على بعد 170 كيلومترا (110 ميل) من دلهي، في هيسار في ولاية هاريانا شمال الهند.
لديه حرم جامعي فرعي، بير دوسانه، في نبها. تدير CIRB شبكة وطنية من 10 مراكز أبحاث تعمل على تحسين سلالات من السلالات الأصلية السبع الرئيسية. CIRB، مع أكثر من 20 مختبرا لأبحاث الجاموس، وهو أكبر معهد أبحاث الجاموس في العالم مع أوسع مجموعة من السلالات قيد الدراسة. يهدف إلى تحسين السلالات ونشر المعلومات، وقد باعت CIRB أكثر من 1000 ثور، وأجرى 200، 000 تلقيح اصطناعي في هذا المجال لجاموس المزارعين بمعدل 41٪، وزعت 520، 000 ذرية اختبار مجموعات السائل المنوي المجمدة إلى 45، 000 مزارع وأكثر من 250 معهد، ونقل التدريب لعدة آلاف من المزارعين على تربية الجاموس المتقدمة، وانشأ أول بافالوبيديا على الإنترنت في العالم في عدة لغات. ولدى المعهد شبكة كبيرة من الشركاء البحثيين في جميع أنحاء الهند والعالم. وهو ثاني معهد ينجح في استنساخ جاموس في عام 2016، بعد أن حقق المعهد الوطني لبحوث الألبان، كارنال أول عملية استنساخ ناجحة في عام 2010.
في يوليو 2017، صنف المجلس الهندي للبحوث الزراعية مركز البحوث في الهند CIRB هيسار كمعهد أبحاث الجاموس رقم واحد في الهند للعام 2016-2017.
الهند لديها 58٪ من الجاموس في العالم و35٪ من الماشية في الهند هي الجاموس.
حليب الجاموس هو 70٪ من إجمالي محصول الحليب في الهند، مع حصته من الناتج المحلي الإجمالي الوطني أكبر من القمح والأرز مجتمعة.
وتشكل لحوم الجاموس 86% من إجمالي صادرات الهند من اللحوم، حيث تكسب 26، 000 كرونة كندية (4 مليارات دولار أمريكي) في الفترة 2013-2014.
يوفر CIRB السائل المنوي عالي الجودة لتربية الجاموس بتكلفة منخفضة للغاية لمزارعي الهند. ويتم تصدير السائل المنوي والجاموس، وخاصة جاموس مورا، إلى دول أخرى في جميع أنحاء العالم لتحسين السلالة.
في يناير 2019، هاريانا لديها 3، 600، 000 الماشية (2,100، 000 الجاموس و1،500، 000 الأبقار) تبذل حكومة الدولة هوماكيني جهودا حثيثة لتقليص متوسط الإنتاج اليومي إلى 10 لتر لكل حيوان من اصل 6، 8 لترًا، الذي يقارن بشكل سيئ لأفضل الممارسات العالمية مثل 15 لترا في أستراليا، 16 لترا في نيوزيلندا و30 لترا في إسرائيل.
تم توقيع مذكرة تفاهم مع البرازيل لتحسين سلالة الماشية من خلال تقنية نقل الاجنة واخر مع إسرائيل لانتاج الحليب من خلال الهندسة الوراثية وتحسين علف الماشية وسلسلة التبريد وغيرها من التقنيات للعلوم البيطرية والحيوانيه.
تعد جامعه Lala lajpat Rai معهدا اخرا في هيسار يشارك أعمال مماثلة تتعاون مع CIRB.